# Peter Stanowsky
Peter Stanowsky (* 1989 oder 1990 in Stuttgart), auch bekannt als Kaind und unter der alternativen Schreibweise seines Nachnamens Stanovsky, ist ein deutscher Musiker.

## Werdegang
Peter Stanowsky wurde 1989 oder 1990 in Stuttgart geboren und studierte in Berlin Musikproduktion. Seine musikalische Karriere begann als Jazzsänger. Er tourte zwischen 2013 und 2015 weltweit mit dem Bundesjazzorchester. In dieser Zeit fing er an, Lieder für sein Soloprojekt Kaind zu schreiben.
2015 erschien die Debütsingle Leuchtturm mit seinen Mitbewohnern YouNotUs als Featuregästen. Ein Jahr später folgte die erste EP Jetzt & Hier. Produziert wurden die Tracks darauf von The Krauts, Kilian & Jo und Crada. Ebenfalls 2016 unterschrieb er einen Verlagvertrag bei Budde Music. Als Featuregast auf dem Song Dunkle Wolken von Disarstar erfolgte 2018 der zunächst letzte Auftritt als Kaind. Das Projekt Kaind ist geprägt von deutschsprachigem Elektropop. Stanowsky selber bezeichnete den Stil als „Clubmelancholie“ und nannte neben den Genres Jazz und Soul die Musiker Bon Iver, James Blake, London Grammar und Sampha als wichtige Einflüsse. Ziel der Lieder sei, die Strukturiertheit der deutschen Sprache aufzubrechen.
Im Jahr 2021 fing er an, Musik als Stanovsky zu veröffentlichen. Als Motiv hierfür nannte er, dass Kaind zu gewollt, zu künstlich und zu sehr eine Figur gewesen sei. Im darauffolgenden Jahr erschien sein Debütalbum Tiefenrausch über Four Music.
Über seine eigenen Veröffentlichungen hinaus schrieb Stanowsky unter anderem für Lea, Prinz Pi, Namika, Adesse, Céline und Glasperlenspiel.

## Diskografie
Als Kaind
- 2017: Jetzt & Hier (EP, Four Music)

Als Stanovsky
- 2022: Tiefenrausch (Four Music)
- 2024: Grünlich (Four Music)

Chartplatzierungen als Autor

| Jahr | Titel Interpretation                            | Höchstplatzierung, Gesamtwochen, AuszeichnungChartplatzierungen (Jahr, Titel, Interpretation, Platzierungen, Wochen, Auszeichnungen, Anmerkungen) | Höchstplatzierung, Gesamtwochen, AuszeichnungChartplatzierungen (Jahr, Titel, Interpretation, Platzierungen, Wochen, Auszeichnungen, Anmerkungen) | Höchstplatzierung, Gesamtwochen, AuszeichnungChartplatzierungen (Jahr, Titel, Interpretation, Platzierungen, Wochen, Auszeichnungen, Anmerkungen) | Anmerkungen                                                 |
| Jahr | Titel Interpretation                            | DE | AT | CH | Anmerkungen                                                 |
| ---- | ----------------------------------------------- | --- | --- | --- | ----------------------------------------------------------- |
| 2015 | Geiles Leben Glasperlenspiel                    | DE2 Diamant · (56 Wo.)DE | AT2 Gold · (38 Wo.)AT | CH1 Gold · (37 Wo.)CH | Erstveröffentlichung: 28. August 2015 Verkäufe: + 1.030.000 |
| 2018 | Royals & Kings Glasperlenspiel feat. Summer Cem | DE70 (5 Wo.)DE | — | — | Erstveröffentlichung: 2. März 2018                          |
| 2020 | Wenn ich will Céline                            | DE41 (6 Wo.)DE | — | — | Erstveröffentlichung: 29. Mai 2020                          |
| 2020 | Überall Céline                                  | DE89 (2 Wo.)DE | — | — | Erstveröffentlichung: 18. Dezember 2020                     |
| 2021 | Redlight Glockenbach feat. ClockClock           | DE38 Gold · (16 Wo.)DE | AT54 Gold · (6 Wo.)AT | CH— GoldCH | Erstveröffentlichung: 12. Februar 2021 Verkäufe: + 225.000  |
| 2021 | Hotel Céline                                    | DE54 (2 Wo.)DE | — | — | Erstveröffentlichung: 5. März 2021                          |